# 不规逆梯螺
不规逆梯螺（学名：Epitonium irregulare）是海蛳螺科的一种。本物種原為逆梯螺屬的模式種，但現時逆梯螺屬被視為海螄螺屬的異名。

## 分佈
本物種見於中国大陆渤海及阿拉伯半島東部紅海的海域，常栖息在潮下带。